# Ileret
Ileret est un village du comté de Marsabit, au Kenya. Il est situé dans le nord du Kenya, sur la rive est du lac Turkana, au nord du parc national de Sibiloi et près de la frontière éthiopienne.
Dans les années 2000, le professeur Matthew Bennett, géoscientifique à l'Université de Bournemouth à Poole, et son équipe d'anthropologues mettent au jour une centaine d'empreintes fossiles sur le site d'Ileret. Datées de 1,5 million d'années, ces empreintes sont le plus régulièrement associées à des Homo erectus. Les analyses morphométriques menées sur ces traces les associent à un groupe d'adultes de différentes tailles reflétant un dimorphisme sexuel.